# أكاديمية العلوم الأخلاقية والسياسية الفرنسية

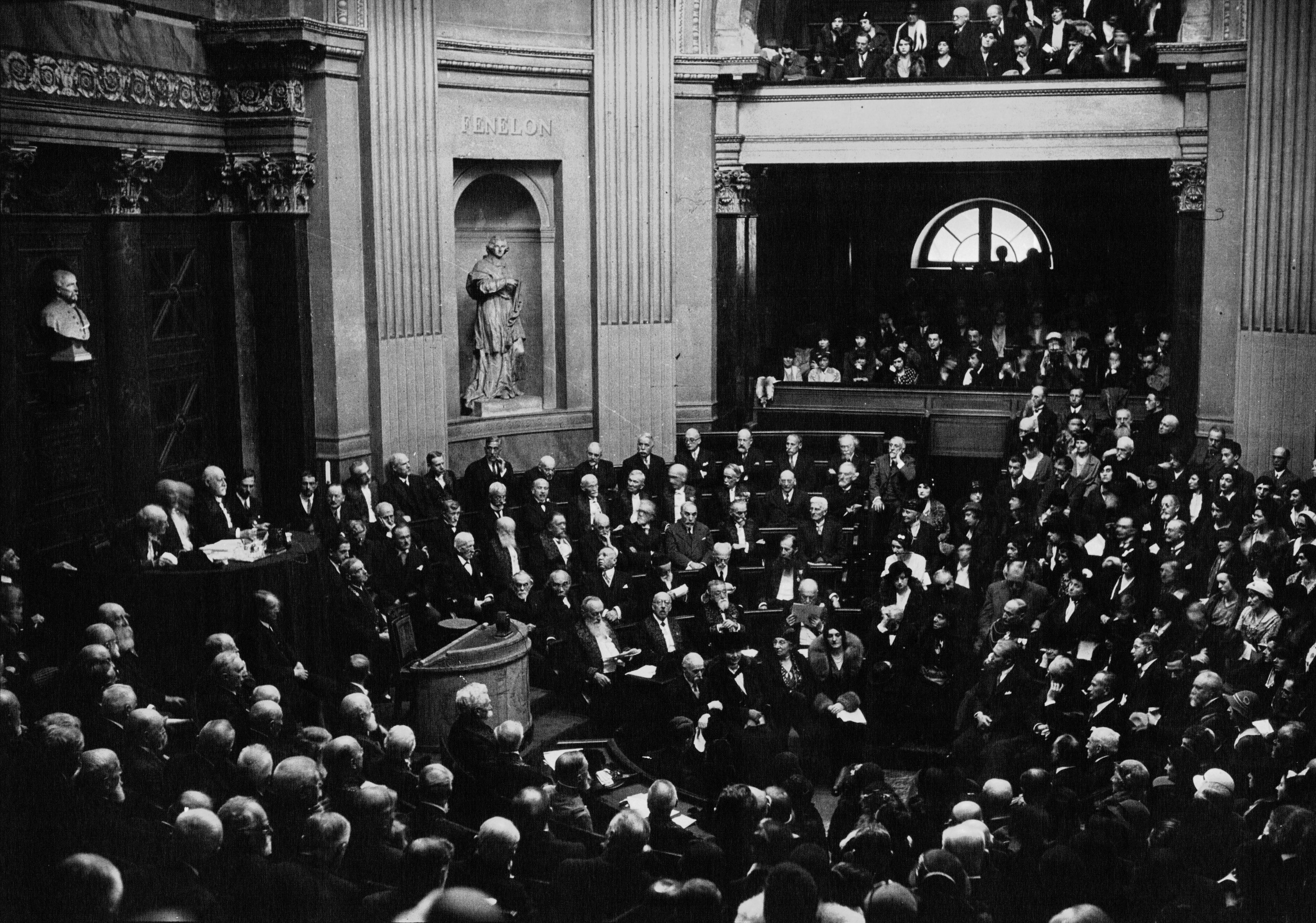
جلسة للاحتفال بمئوية تدشين الأكاديمية في معهد فرنسا في 1932. نظرة عامة عن وقائع الجلسة أثناء خطاب رئيس الأكاديمية أنذاك ليون برونشفيك.

أكاديمية العلوم الأخلاقية والسياسية هي واحدة من الأكاديميات الخمسة التابعة لمعهد فرنسا. تأسست في عام 1795، ثم ألغت في عام 1803 واستعيدت في عام 1832 من قبل فرانسوا غيزو. وهي أقدم مؤسسة فرنسية تغطي مجال العلوم الإنسانية والاجتماعية. مونتسكيو أقام هذه الأكاديمية من أجل تقديم أفضل النماذج لحكومته، وتقديم كفاءات فرنسية ممتازة في السياسة.

## المنظمة
يتم انتخاب أعضاء الأكاديمية من قبل أعضائها، وفقا لمزاياهم الشخصية.هذه الأكاديمية تضم 50 عضوا مقسمين وفقا لتخصصاتهم، فيها ستة أقسام :
الأول: الفلسفة
ثانيا : الأخلاق وعلم الاجتماع
ثالثا : التشريعات والقانون العام والفقه
رابعا : الاقتصاد والإحصاء والتمويل
الخامس : التاريخ والجغرافيا
سادسا : القسم العام الذي كان يسمى سابقا "أعضاء حرة"
بالإضافة إلى هذه الأقسام الستة يوجد شركائ أجانب ومراسلين. ومن الشركاء الأجانب يوجد فاتسلاف هافيل، وخوان كارلوس الأول وبندكت السادس عشر.
تبث الأكاديمية على موقعها على الإنترنت نصوص البلاغات المقدمة إليها، وبعض التقارير والكتابات التي يقدمها أعضائها.

## أدوار ومهام الأكاديمية

### الأعمال
تحت حماية رئيس دولة فرنسا،الهيئة العامة في الأكاديمية تؤدي وظائف من خلال عقد جلسات عادية، وترتب مواضيع تتماشى مع الوقت.
في السنوات الأخيرة، تمت دراسة مواضيع مثل :
- الدولة والدين (1994)
- دور ومكانة الدولة في القرن الحادي والعشرين (2000)
- الرجل وكوكبه (2002)
- وجهات النظر بشأن أوروبا (2004)
- فرنسا هل هي مريضة من عدالتها؟ (2006)

### المجلس
لقد نصت الهيئة على بعض القوانين التي تم اعتمادها في الحكومة الفرنسية وهي:
- إشعار الأكاديمية على مشروع القانون الدستوري المتعلق بميثاق البيئة (10 مايو، 2004)
- توصيات بشأن التعديلات القانونية لحقوق التأليف والنشر على شبكة الإنترنت (9 يوليو، 2001)
- اقتراح بشأن الإصلاحات الإجرائية للتعداد سكان فرنسا (19 أكتوبر، 2000)
- ترجمة برأت الاختراع الأوروبية (19 يونيو، 2000)
- أمل ضد براءة للجينوم البشري (5 حزيران، 2000)

### الجوائز
تسلم الأكادمية الجوائز كل عام، وهي تلبي متطلبات أفضل المؤلفات حول المواضيع المقترحة في المسابقة في السنوات الأخيرة.
كما أنها تجلب النظر حول الانتخابات في المؤسسات التعليمية والبحثية الكبيرة: المدرسة العملية للدراسات العليا، كلية الدراسات العليا للعلوم الاجتماعية، المعهد الوطني للفنون والحرف، وكوليج دو فرانس.

## وصلات خارجية
- الموقع الرسمي: